# ДВЗ-синдром
ДВЗ-синдром (дисеміноване внутрішньосудинне згортання, коагулопатія споживання, тромбогеморагічний синдром) — генералізоване порушення згортання крові внаслідок масивного вивільнення з тканин тромбопластичних речовин.
Може перебігати безсимптомно або у вигляді гострого розвитку коагулопатії. Часто зустрічається при різних акушерських патологіях, різних видах шоку, тяжких травмах, сепсисі.

## Класифікація
Виділяють 3 основних типи перебігу захворювання.
- Гострий ДВЗ-синдром.
- Підгострий ДВЗ-синдром.
- Хронічний ДВЗ-синдром.[2]

Також існує велика кількість класифікацій за стадіями розвитку процесу.
За М. З Мачабелі виділяють 4 стадії.
- I стадія — гіперкоагуляція
- II стадія — коагулопатія споживання
- III стадія — різке зниження в крові всіх прокоагулянтів до повної відсутності фібриногену.
- IV стадія — відновна.

За Федоровою З. Д. та ін (1979), Баришевом Б. А. (1981) класифікація має наступний вигляд.
- I стадія — гіперкоагуляція.
- II стадія — гіпокоагуляція.
- III стадія — гіпокоагуляція з генералізованою активацією фібринолізу
- IV стадія — повне незгортання крові.

## Етіологія

### Гострий і підгострий ДВЗ-синдром
Інфекційно-септичні причини:
- бактеріальні;
- вірусні;
- токсично-шоковий (у тому числі при абортах).

Травматичні і при деструкциях тканин:
- опіковий;
- синдром тривалого здавлення;
- масивні травми;
- некрози тканин і органів (гостра токсична дистрофія печінки, некротичний панкреатит, гострий інфаркт міокарда та ін);
- гострий внутрішньосудиннийгемоліз, в тому числі при переливанні несумісної крові;
- високотравматичні операції;
- масивні гемотрансфузії;
- гемобластози, насамперед гострий промієлоцитарний лейкоз;
- гостра променева хвороба.

Акушерські та гінекологічні:
- емболія навколоплідними водами (особливо інфікованими);
- раннє відшарування і передлежання плаценти;
- атонія і масажі матки;
- внутрішньоутробна загибель плоду і його ретенція;
- прееклампсія та еклампсія.

Шокові (при всіх термінальних станах).
У процесі інтенсивної хіміотерапії.
При трансплантації органів.

### Хронічний (затяжний) ДВЗ-синдром
Найчастіше спричинюють такі види патології:
- хроніосепсис, включаючи затяжний септичний ендокардит;
- хронічні імунні та імунокомплексні хвороби;
- хронічні вірусні захворювання (гепатит, ВІЛ тощо);
- пухлинні процеси (рак, лімфоми, лейкози тощо).

## Патогенез

### Основні ланки патогенезу ДВЗ-синдрому
1. Початкова активація гемокоагуляційного каскаду і тромбоцитів ендогенними факторами: тканинним тромбопластином, лейкоцитарними протеазами, продуктами розпаду тканин, пухлинними прокоагулянтами;
2. Персистуюча тромбінемія з підвищенням рівня маркерів в крові (РФМК, D-димерів);
3. Виснаження системи фізіологічних антикоагулянтів зі значним зниженням вмісту в плазмі антитромбіну III, протеїну С, плазміногену та підвищенням рівня тромбомодуліна в плазмі крові;
4. Системне ураження судинного ендотелію і зниження його антитромботичного потенціалу;
5. Утворення мікротромбів крові й блокада мікроциркуляції в органах-мішенях (мозок, наднирники, нирки, печінка, шлунок і кишка (субсиндром поліорганної недостатності) з розвитком дистрофічних і деструктивних порушень в них).
6. Активація фібринолізу в зоні блокади мікроциркуляції та виснаження його резервів у загальній циркуляції;
7. Споживання факторів гемокоагуляції і тромбоцитопенія (тромбоцитопатія) споживання, що призводить до системної кровоточивості і термінальній гіпокоагуляції аж до повного незгортання крові (геморагічна фаза синдрому);
8. Порушення бар'єрної функції слизової оболонки шлунка і кишки з трансформацією асептичного ДВЗ-синдрому у септичний; вторинна тяжка ендогенна інтоксикація.

### Фази ДВЗ-синдрому
- I фаза — гіперкоагуляція. Втрата факторів згортаючої системи в процесі рясної кровотечі призводить до подовження часу утворення згустку і його ретракції, подовження часу капілярної кровотечі. Лабораторні показники: зменшення часу згортання крові, тромбінового часу, позитивний етаноловий тест.
- II фаза — гіпокоагуляція. При геморагічному шоці у фазі спазм венул і артеріол (клінічні прояви: дегідратація, бліді й холодні шкірні покриви, ознаки гострої ниркової недостатності) в капілярах розвивається розшарування плазми і формених елементів — «сладж»-феномен. Агрегація формених елементів, обволікання їх фібрином супроводжуються споживанням факторів згортання крові та активацією фібринолізу. Лабораторні показники: помірна тромбоцитопенія (до 120×109/л), тромбіновий час 60 с і більше, різко позитивний етаноловий тест.
- III фаза — споживання з активацією місцевого фібринолізу. Афібриногенемія в поєднанні з вираженою активацією фібринолізу. При цій фазі пухкі згустки крові в місці кровотечі швидко (протягом 15-20 хв) лізуються на 50 %. Лабораторні показники: збільшення часу згортання крові, тромбінового часу, зменшення тромбоцитів до 100×109/л, швидкий лізис згустку.
- IV фаза — генералізований фібриноліз. Капілярна кров не згортається, відзначаються паренхіматозна кровотеча, петехіальні висипання на шкірі та внутрішніх органах, гематурія, випіт в синовіальні порожнини і термінальні зміни в органах і системах.

## Клінічні ознаки
У клінічному перебігу ДВЗ-синдрому вирізняють:
- 1 стадія — симптоми основного захворювання та ознаки тромбогеморагічного синдрому (з переважанням проявів генералізованого тромбозу), гіповолемія, порушення метаболізму;
- на 2-й стадії з'являються ознаки поліорганного пошкодження і блокади системи мікроциркуляції паренхіматозних органів, геморагічний синдром (петехіально-пурпурний тип кровоточивості);
- на 3-й стадії до зазначених порушень приєднуються ознаки поліорганної недостатності (гостра дихальна, серцево-судинна, печінкова, ниркова, парез кишечнику) і метаболічні порушення (гіпокаліємія, гіпопротеїнемія, метаболічний синдром за змішаним типом (петехії, гематоми, кровотечі із слизових оболонок, масивні шлунково-кишкові, легеневі, внутрішньочерепні та інші кровотечі, крововиливу в життєво важливі органи);
- на 4-й стадії (при сприятливому результаті) основні вітальні функції та показники гемостазу поступово нормалізуються.

## Діагностика
Проводиться діагностика згортання крові та порушення фібринолізу.
Експрес-діагностика порушення гемостазу.
| показник          | норма   | 1 фаза  | 2 фаза    | 3 фаза    | 4 фаза                 |
| ----------------- | ------- | ------- | --------- | --------- | ---------------------- |
| час згортання     | 5-12    | менше 5 | 5-12      | більше 12 | більше 60              |
| лізис згустку     | немає   | немає   | немає     | швидкий   | згусток не утворюється |
| число тромбоцитів | 175-425 | 175-425 | менше 120 | менше 100 | менше 60               |

Гіперкоагуляційна фаза ДВЗ-синдрому
При наявності захворювання або стану, який може спричинити гіперкоагуляційний синдром, необхідно визначити ряд лабораторних показників коагулограми та тенденції їх зміни з плином часу. АЧТЧ може скорочуватися, рівень тромбоцитів падає, рівні D-димерів, тромбін-антитромбиновых комплексів, фрагментів протромбіну ростуть.
Гіпокоагуляційна фаза ДВЗ-синдрому
Для цієї фази характерно поєднання геморагічних проявів у результаті повного незгортання крові з вираженою поліорганною недостатністю. Лабораторні показники на цій стадії демонструють виражену гіпокоагуляція: згусток у пробірці не утворюється, різко подовжується АЧТЧ та ПВ, знижується рівень антитромбіну III, в крові різко підвищується рівень D-димерів, розвивається виражена тромбоцитопенія, і тромбоцити перестають повноцінно агрегувати (тромбоцитопатія ДВЗ-синдрому).

## Лікування
Невідкладна допомога: негайне переливання мінімум 1 літра свіжозамороженої плазми протягом 40-60 хв, гепарину внутрішньовенно у початковій дозі 1000 од/год за допомогою інфузомату або краплинно (добова доза гепарину потребує уточнення після аналізу коагулограми); інфузії кровозамінників; введення глюкокортикоїдів; допамін.
Активація фібринолізу: нікотинова кислота, плазмаферез.
Інгібітори протеолітичних ферментів: контрикал.

## Прогноз
Сприятливий на 1 і 2 стадії при наявності адекватного лікування; сумнівний на 3; і летальний на 4